# Jeremy Bokila
Jeremy Bokila (Kinshasa, 14 november 1988) is een Congolees-Nederlands voetballer die doorgaans als aanvaller speelt. In de zomer van 2022 tekende hij een contract bij Willem II.

## Clubcarrière

### Jeugd
Bokila is niet de enige profvoetballer uit de familie. Zijn vader Ndingi Bokila Mandjombolo speelde in de jaren tachtig voor KRC Harelbeke. Tussen 1979 en 1982 was hij hier clubtopscorer. Oudere broer Paldy Bokila speelde in het seizoen 03/04 voor TOP Oss. Bij AGOVV voetbalden ook twee broertjes van Jeremy. Wim speelde in het seizoen 09/10 in het eerste van de proftak van AGOVV Apeldoorn en daarna voor MSK Zilina uit Slowakije. Jeremy zelf voetbalde in de jeugd van ZSV Zelos. Daar behaalde hij het kampioenschap met de A-junioren en werd hij (gedeeld) topscorer.

### AGOVV
In de zomer van 2007 trok Bokila naar AGOVV Apeldoorn. Daar maakte hij op 10 augustus 2007 zijn debuut in het betaalde voetbal, tegen FC Den Bosch. Op 17 september was hij tegen HFC Haarlem zijn eerste doelpunt voor AGOVV, waarna hij in de twee volgende competitiewedstrijden tegen SC Veendam en Helmond Sport opnieuw tot scoren kwam. Op 25 januari 2008 scoorde Bokila tweemaal tegen SC Cambuur. Hij kwam tot zeven goals in zijn eerste seizoen. 
Dat verdubbelde hij het seizoen erop, met veertien goals in 33 wedstrijden, door onder meer een 'brace' tegen RKC Waalwijk en PEC Zwolle. Tussen 23 oktober en 20 november 2009 scoorde Bokila in vijf opeenvolgende competitiewedstrijden telkens een doelpunt. Op 5 maart 2010 scoorde hij zijn eerste hattrick in zijn carrière, in 5-1 overwinning op MVV Maastricht. Hij eindigde dat seizoen op tien goals. In drie seizoenen bij AGOVV kwam Bokila tot 101 wedstrijden, waarin hij goed was voor 32 goals en vijf assists. 

### Zulte Waregem
In het seizoen 2010/11 kwam Bokila uit voor Zulte Waregem. Daar maakte hij op 7 augustus tegen KV Mechelen zijn debuut. Een week later was hij tegen KVC Westerlo goed voor zijn eerste doelpunt voor de club, waarmee hij Zulte Waregem bovendien een punt opleverde. Op 18 december scoorde hij opnieuw, en opnieuw tegen KVC Westerlo. Het zouden zijn enige twee doelpunten zijn dat seizoen. Eind augustus 2011 stond hij daarom op de lijst om verhuurd te worden.

### Sparta Rotterdam
In het seizoen 2011/12 verhuurde Zulte Waregem hem aan Sparta Rotterdam. Daar maakte hij 9 september tegen TOP Oss zijn debuut met een assist. Het zou tot 14 oktober tegen FC Dordrecht duren voor hij zijn eerste goal zou scoren, maar daarna was hij begin maart 2013 goed voor veertien goals in zestien wedstrijden. Met Sparta eindigde Bokila als tweede in de Eerste Divisie, waarna in de eerste ronde van de play-offs werd verloren van Willem II. 

### Petrolul Ploiesti
In juli 2012 werd hij overgenomen door Petrolul Ploiești. Daar kwam hij tot negentien goals en acht assists in 34 wedstrijden. Bovendien won Petrolul Ploiesti de Roemeense beker door CFR Cluj met 1-0 te verslaan. Bokila scoorde de enige treffer van de wedstrijd. In de competitie eindigde Petrolul als derde.

### Terek Grozny
In augustus 2013 werd hij naar Terek Grozny getransfereerd, dat uitkwam in de hoogste Russische divisie. In de competitie kwam hij tot drie goals en één assist in negentien wedstrijden, in de beker was hij belangrijker. Hij scoorde drie goals in vijf wedstrijden, waaronder een hattrick in achtste finale tegen FK Mordovia Saransk. In zijn tweede seizoen in Rusland kwam hij tot slechts één goal in achttien wedstrijden.

### Guanghzou City
In juni 2015 werd hij voor 1,5 miljoen euro overgenomen door Guangzhou R&F FC, waar hij voor twee jaar tekende. Bij Guangzhou R&F FC trof hij trainer Cosmin Contra, met wie hij bij Petrolul Ploiești al samenwerkte. Hij scoorde vier goals in dertien wedstrijden, maar werd in januari 2016 verhuurd aan Eskişehirspor. Daar speelde hij opnieuw maar dertien wedstrijden en kwam hij slechts eenmaal tot scoren. De eerste seizoenshelft van het seizoen 2016/17 werd hij uitgeleend aan Al Kharaitiyat SC uit Qatar. Daar kwam hij tot drie goals in twaalf wedstrijden.

### Akhisar
Op 31 januari 2017 werd hij verkocht aan Akhisar, waar hij in een halfjaar tijd tot vijf wedstrijden. In juni van dat jaar verhuurde Akhisar Bokila aan het Roemeense CFR Cluj. Na vijf wedstrijden had Cluj eind augustus al genoeg zien en keerde hij terug naar Akhisar, dat hem de rest van het seizoen aan een andere Roemeense club verhuurde, Dinamo Boekarest. Hier kwam hij weinig beter uit de verf. Hij speelde dertien wedstrijden, waarin hij één keer scoorde, maar zat vanaf februari 2018 tot het einde van het seizoen niet meer bij de selectie. 
In het seizoen 2018/19 kwam Bokila tot december niet in actie, maar in zijn eerste wedstrijd op 3 december tegen Yeni Malatyaspor kwam hij meteen tot scoren. Drie dagen later was hij in de beker tegen Fatih Karagümrük goed voor een goal en een assist, net als in de return tegen diezelfde club. In totaal kwam Bokila tot zeven goals en drie assists in alle competities, zijn beste seizoen in vijf jaar tijd. Die zomer zou hij vertrekken bij Akhisar. Nadat hij vier maanden met weinig succes speelde voor Hatayspor (twee goals in zeven wedstrijden), trok B0kila in januari 2020 naar Keçiörengücü. Ook hier zou hij het maar een halfjaar volhouden. Hij scoorde één keer in twaalf wedstrijden. 

### Oakland Roots
In oktober 2020 sloot Bokila aan bij KVV Thes Sport in de Eerste nationale. Hij was nog niet speelgerechtigd voor de wedstrijd op 17 oktober tegen Mandel United en daarna werd de competitie gestaakt. In januari 2021 vertrok Bokila naar de Verenigde Staten waar hij voor Oakland Roots SC in het USL Championship gaat spelen. Daar speelde hij 26 wedstrijden en kwam hij tot zes goals.

### Willem II
In juli 2022 tekende Bokila, na een proefperiode van twee weken een contract bij het Tilburgse Willem II. De aanvaller tekende voor één jaar. Hij maakte op 5 augustus zijn debuut tegen Jong PSV, het was zijn eerste wedstrijd in Nederland in meer dan tien jaar. Op 21 oktober scoorde hij tegen Almere City zijn eerste doelpunt voor Willem II. Op 11 december was hij aanvoerder in de derby tegen NAC Breda, waarin hij scoorde maar met 1-2 verloor. Bokila scoorde acht goals in 34 competitiewedstrijden, zijn beste aantal sinds het seizoen 2012/13 en werd een publiekslieveling bij de supporters van Willem II. Daarop besloot de club zijn contract met twee seizoenen te verlengen. 
In zijn tweede seizoen was hij voornamelijk invaller onder nieuwe trainer Peter Maes maar hij werd toch een belangrijke kracht door vijf doelpunten in drie wedstrijden als invaller in oktober 2023. Op 1 december scoorde hij als invaller opnieuw tweemaal tegen FC Emmen, waarna Bokila het enkele keren mocht proberen als invaller. Hij kwam tot elf competitietreffers en viel op 10 mei in tegen Telstar, waar het 3-2 won en daardoor het kampioenschap van de Eerste Divisie mocht vieren. 

## Statistieken
| Seizoen        | Club               | Competitie         | Competitie | Competitie | Beker | Beker | Overig | Overig | Totaal | Totaal |
| Seizoen        | Club               | Competitie         | Wed.       | Dlp.       | Wed.  | Dlp.  | Wed.   | Dlp.   | Wed.   | Dlp.   |
| -------------- | ------------------ | ------------------ | ---------- | ---------- | ----- | ----- | ------ | ------ | ------ | ------ |
| 2007/08        | AGOVV Apeldoorn    | Eerste divisie     | 32         | 7          | 2     | 0     | —      | —      | 34     | 7      |
| 2008/09        | AGOVV Apeldoorn    | Eerste divisie     | 33         | 14         | 1     | 1     | —      | —      | 34     | 15     |
| 2009/10        | AGOVV Apeldoorn    | Eerste divisie     | 31         | 10         | 1     | 0     | —      | —      | 32     | 10     |
| 2010/11        | Zulte Waregem      | Jupiler Pro League | 22         | 2          | 0     | 0     | —      | —      | 22     | 2      |
| 2011/12        | Zulte Waregem      | Jupiler Pro League | 2          | 0          | 0     | 0     | —      | —      | 2      | 0      |
| 2011/12        | → Sparta Rotterdam | Eerste divisie     | 28         | 15         | 3     | 4     | —      | —      | 31     | 19     |
| 2012/13        | Petrolul Ploiești  | Liga 1             | 31         | 16         | 3     | 3     | —      | —      | 34     | 19     |
| 2013/14        | Terek Grozny       | Premjer-Liga       | 19         | 3          | 3     | 5     | —      | —      | 22     | 8      |
| 2014/15        | Terek Grozny       | Premjer-Liga       | 17         | 1          | 1     | 0     | —      | —      | 18     | 1      |
| 2015           | Guangzhou City     | Super League       | 13         | 4          | 0     | 0     | —      | —      | 13     | 4      |
| 2015/16        | → Eskişehirspor    | Süper Lig          | 13         | 1          | 0     | 0     | —      | —      | 13     | 1      |
| 2016/17        | → Al Kharaitiyat   | Stars League       | 12         | 3          | 0     | 0     | —      | —      | 12     | 3      |
| 2016/17        | Akhisar            | Süper Lig          | 4          | 0          | 1     | 0     | —      | —      | 5      | 0      |
| 2017/18        | → CFR Cluj         | Liga 1             | 5          | 0          | 0     | 0     | —      | —      | 5      | 0      |
| 2017/18        | → Dinamo Boekarest | Liga 1             | 12         | 1          | 1     | 0     | —      | —      | 13     | 1      |
| 2018/19        | Akhisar            | Süper Lig          | 16         | 4          | 7     | 3     | —      | —      | 23     | 7      |
| 2019/20        | Hatayspor          | 1. Lig             | 6          | 2          | 1     | 0     | —      | —      | 7      | 2      |
| 2019/20        | Keçiörengücü       | 1. Lig             | 12         | 1          | 0     | 0     | —      | —      | 12     | 1      |
| 2020/21        | KVV Thes Sport     | Eerste nationale   | —          | —          | —     | —     | —      | —      | 0      | 0      |
| 2021           | Oakland Roots      | Championship       | 24         | 5          | 0     | 0     | 2      | 1      | 26     | 6      |
| 2022/23        | Willem II          | Eerste divisie     | 34         | 8          | 1     | 0     | 2      | 0      | 37     | 8      |
| 2023/24        | Willem II          | Eerste divisie     | 32         | 11         | 2     | 0     | —      | —      | 34     | 11     |
| Carrièretotaal | Carrièretotaal     | Carrièretotaal     | 398        | 108        | 27    | 16    | 4      | 1      | 429    | 125    |

## Interlandcarrière
Op 14 november 2012 debuteerde hij voor het Voetbalelftal van Congo-Kinshasa in een vriendschappelijke wedstrijd tegen Burkina Faso. Op 10 september 2014 scoorde hij tegen Sierra Leone zijn eerste treffer voor de luipaarden uit Congo-Kinshasa. Met Congo werd hij derde op het Afrikaans kampioenschap voetbal 2015. In totaal speelde Bokila twintig wedstrijden voor Congo, waarin hij zes keer scoorde.